# 青野原の戦い
青野原の戦い（あおのがはらのたたかい）は、南北朝時代の延元3年/暦応元年（1338年）1月20日から1月29日にかけて、美濃国青野原（現、岐阜県大垣市、不破郡垂井町）において、上洛を目指す北畠顕家率いる南朝方の軍勢（北畠勢）と、土岐頼遠ら北朝方の軍勢（足利勢）との間で行われた一連の合戦である。

## 背景
延元2年/建武4年（1337年）8月、鎮守府将軍北畠顕家は、吉野の後醍醐天皇の足利尊氏追討の呼びかけに応じ、義良親王（後に後村上天皇）を奉じ、腹心結城宗広や伊達行朝ら奥州勢を率い、霊山（福島県相馬市および伊達市）を出発した。2度目の上洛戦である。
北畠勢は利根川の戦いで足利勢を破り、新田徳寿丸（後に新田義興）など南朝方の関東諸侯を吸収しつつ、12月足利義詮が守る鎌倉を攻略。足利勢は、斯波家長が戦死したものの（杉本城の戦い）、足利義詮・上杉憲顕・桃井直常・高重茂らは房総方面に脱出した。この前後、北条時行が南朝に降伏し、北畠勢に合流している。
翌延元3年/暦応元年（1338年）1月2日、北畠勢は鎌倉を出発し、足利勢と戦いながら東海道を西上する。途中宗良親王と合流し、1月20日には美濃国に到達した。京都の足利尊氏は、当時北陸で勢力を回復していた新田義貞への対処に苦慮しており、北畠勢の速い西上に対応が取れなかった。
鎌倉を脱出していた上杉憲顕ら足利勢は、北畠勢西上後に鎌倉を奪回し、さらに北畠勢を挟み撃ちにすべく西進を開始した。遠江国で今川範国、三河国で吉良満義・高師兼、美濃国で高師冬・土岐頼遠らの諸侯と合流し、約8万の軍勢になったと言われる。

## 経過
美濃国の守護である土岐頼遠は、美濃国での決戦を主張した。北畠勢も、京都へ攻め入る前にまず背後の足利勢を弱体化させておこうと考え、美濃の垂井・赤坂周辺から東へ戻った。そして1月28日から29日にかけて、両軍は尾張との国境付近から美濃西部に及ぶ広範囲で激突した。
足利方は軍勢を5つの部隊に分け、くじ引きで陣立ての順番を決め、美濃の各地で順次北畠勢に攻撃をかけたと言われる。一番くじを引いた小笠原貞宗・芳賀禅可の二千騎は、陸奥勢三千騎と木曽川で戦った。二番くじの高重茂の三千騎は墨俣川で北条時行の五千騎と戦った。三番くじの今川範国・三浦高継の軍勢は足地川で陸奥勢一万騎を相手に戦った。四番くじの上杉憲顕ら武蔵・上野の軍勢は青野原で新田義興・宇都宮氏の三万騎と戦った。そして最後は土岐頼遠・桃井直常の一千騎が北畠顕家の本隊六万騎に攻めかかり、激戦となるも大軍を率いる北畠勢が勝利した（『太平記』）。
この戦いで土岐頼遠は重傷を負い、一時的に行方不明になった（後に帰還）。

## 影響
青野原の敗報に接し、京都の足利尊氏は高師泰・佐々木道誉（京極道誉）・佐々木氏頼（六角氏頼）・細川頼春ら約5万の軍勢を差し向けた。援軍は、近江国・美濃国の国境である黒血川に布陣し、背水の陣を構えたと言われる。
北畠勢は青野原の戦いに勝利したものの、長期の行軍と度重なる戦闘に疲弊したため、新手の足利勢と戦う力はなく、近江から京都への突破をあきらめた。北陸の新田義貞と合流する選択肢もあったが、北畠勢は伊勢国・伊賀国を経て吉野へ向かった。伊勢方面に転進した理由としては、北畠氏が根拠地化しつつあった伊勢で力を立て直すためとも、新田義貞に功を立てさせるのをきらったためとも言われる。
足利方は窮地を脱し、体勢を立て直して高師直率いる軍勢を大和国に差し向けた。北畠顕家は、大和国般若坂で足利勢に敗れ、その後摂津国方面に転戦し京都奪回を狙ったものの、和泉国石津にて5月22日に戦死した（石津の戦い）。
土岐頼遠は、戦いに敗れはしたものの、北畠勢の上洛を食い止めたことでさらに名声を高めた。

## 参加人物
南朝勢、北畠勢
義良親王（後に後村上天皇）、宗良親王、北畠顕家、北畠顕信、新田徳寿丸（後に新田義興）、北条時行、結城宗広、伊達行朝、南部師行、宇都宮公綱
北朝勢、足利勢
土岐頼遠、高師冬、高師兼、上杉憲顕、上杉憲藤、桃井直常、今川範国、吉良満義、小笠原貞宗、三浦高継

## 後世への影響
関ヶ原の戦いは、同時代には「青野原（合戦）」とも呼ばれた。関ヶ原（現：岐阜県不破郡関ケ原町）と青野原は近接した別の場所だが、合戦直後は青野原での合戦として伝えた者がいたため。